# Jordi Webber
Jordi Webber (nacido el 25 de mayo de 1994) es un actor y músico neozelandés. Saltó a la fama como miembro de la boyband Titanium, que se formó en 2012 como parte de un concurso organizado por la estación de radio The Edge. El primer sencillo de la banda, "Come On Home", debutó en el número uno en la lista de sencillos de Nueva Zelanda. Más tarde, Titanium se convirtió en la primera banda de Nueva Zelanda en tener tres sencillos en la lista simultáneamente. Durante este tiempo, Webber fue nombrada Licenciatura del Año Cleo Cruiser.
Optó por quedarse en Nueva Zelanda cuando la banda se fue a los Estados Unidos y dejó oficialmente Titanium en 2014 para dedicarse a la música en solitario y a una carrera como actor. Lanzó su primer sencillo "I'll Be Loving You" en septiembre de 2016. Ese mismo año, fue elegido como Levi Weston, el Gold Ranger, en Power Rangers Ninja Steel. La serie comenzó a transmitirse en 2017. Después de terminar la campaña promocional de Power Rangers, Webber apareció en dos series web Oddly Even y Ao-Terror-oa.  
Webber tuvo un papel recurrente en la telenovela neozelandesa Shortland Street como Jake Morris y protagonizó la serie de acción y terror The Dead Lands como Rangi. Desde 2020 hasta 2021, Webber interpretó al agente Cruz Kingi en la serie dramática de rugby Head High. Webber le dio crédito al programa por ayudarlo a reconectarse con la cultura maorí. Webber también debutó con un alter ego musical llamado Waazzoo and The Vibes y lanzó un EP homónimo en 2020, seguido del sencillo "Juice and Lemonade" en 2021.
Los papeles cinematográficos de Webber incluyen la película para televisión Together Forever Tea (2021), la película romántica navideña Mistletoe Ranch (2022) y la comedia romántica interactiva de Netflix Elijo «amor». Webber se unió al elenco de la telenovela australiana Home and Away como Kahu Parata en 2023. Aparece en el próximo drama televisivo australiano Prosper.

## Primeros años
Webber nació y creció en Rotorua, junto con sus dos hermanos y su hermana. Fue criado en la fe mormona. Asistió a Rotorua Boys' High School, donde se convirtió en prefecto principal y obtuvo la beca de oratoria y teatro de Geyser Community Foundation Rotorua Boys' High School. En 2010, Webber quedó subcampeón en la sección de inglés para personas mayores del Concurso de Oratoria Ngā Manu Kōrero. También apareció en un anuncio televisivo de New World. Webber siempre quiso ser actor y estaba estudiando una Licenciatura en Artes Escénicas antes de audicionar para formar parte de una banda de chicos.

## Carrera

### Música
En 2012, Webber audicionó para un concurso organizado por la estación de radio The Edge para crear una banda de chicos de Nueva Zelanda. Fue seleccionado junto con Zac Taylor, Andrew Papas, Shaquille Paranihi-Ngauma, Haydn Linsley y TK Paradza para formar Titanium. Webber tenía 18 años cuando se unió a la banda y era el miembro más joven. El primer sencillo de Titanium, "Come On Home", debutó en el número uno en la lista de sencillos de Nueva Zelanda. Titanium lanzó su álbum de estudio debut All for You en diciembre de 2012. Se convirtieron en la primera banda de Nueva Zelanda en tener tres sencillos en la lista oficial de sencillos de Nueva Zelanda simultáneamente. Cuando la banda se fue a Estados Unidos en 2013, Webber decidió quedarse en Nueva Zelanda. Ese mismo año fue nombrado Cleo Cruiser Licenciatura del Año.
Webber dejó Titanium en 2014 y siguió una carrera musical en solitario. Después de recibir una subvención de New Zealand On Air, lanzó su primer sencillo y vídeo musical llamado "I'll Be Loving You" el 30 de septiembre de 2016. Al año siguiente, Webber lanzó "Reasons", una canción que ayudó a crear conciencia sobre el suicidio. También estrenó su segundo sencillo "Love You Forever", cuyo vídeo musical le permitió utilizar su carrera como actor con acrobacias y narraciones. Webber también confirmó que había grabado un álbum que debía lanzarse en 2018. Citó a Michael Jackson, Bruno Mars y The Weeknd como influencias para el sonido del álbum. Más tarde, Webber estrenó un alter ego musical llamado Waazzoo and The Vibes y lanzó un EP homónimo en 2020. Su sencillo "Juice and Lemonade" fue lanzado al año siguiente.

### Actuación
Además de lanzar su carrera musical en solitario, Webber también siguió una carrera en la actuación. A principios de 2017, Webber confirmó que se había unido al elenco de Power Rangers Ninja Steel como Levi Weston, el Gold Ranger. Webber audicionó para el papel en mayo de 2016 y comenzó a filmar en septiembre de ese año. Describió trabajar en el programa como "una experiencia increíble". Webber llamó a su personaje "un guardabosques especial", ya que no formaba parte de la formación original. También era músico, lo que le dio a Webber la oportunidad de cantar en el programa. Después de terminar la campaña promocional de Power Rangers Ninja Steel, Webber protagonizó la serie web dramática de Nueva Zelanda Oddly Even. La serie marcó el primer proyecto de Webber en Nueva Zelanda y dijo que tendría "bastantes risas, bastante peculiar, como un humor incómodo". También apareció en un episodio de la serie web de antología de terror Ao-Terror-oa. Más tarde, Webber filmó un piloto para un programa de televisión de acción ambientado durante la Primera Guerra Mundial.
En 2019, Webber apareció en la telenovela neozelandesa Shortland Street como Jake Morris, un recluso que tenía una relación con la enfermera Dawn Karim (Rebekah Randell). Al año siguiente, se estrenó la película de acción y terror de ocho capítulos The Dead Lands, en la que Webber interpreta a Rangi. La serie está basada en la película del mismo nombre de Toa Fraser. Se filmó en Auckland y sus alrededores y se transmitió en el servicio de transmisión de Estados Unidos Shudder y TVNZ OnDemand. Ese mismo año, Webber interpretó a Tric en la serie web Nevernight, una adaptación del libro del mismo nombre de Jay Kristoff. También apareció en el programa de comedia polinesia SIS, y en la serie de comedia Millennial Jenny.
Desde 2020 hasta 2021, Webber interpretó al agente Cruz Kingi en la serie dramática de rugby de Nueva Zelanda Head High. Webber se alegró de tener la oportunidad de interpretar un "personaje de múltiples capas", afirmando: "Durante mucho tiempo me dediqué principalmente a papeles de adolescente en cosas de la escuela secundaria, lo cual es genial, pero creo que, en el fondo, Todos queremos pasar a esos roles más antiguos y maduros". Los productores aumentaron el papel de Webber para la segunda serie, ya que se centraron en el trabajo policial del personaje principal Rene O'Kane, interpretado por Miriama McDowell. Webber pensó que su personaje era "identificable y accesible", mientras que Kerry Harvey de Stuff creía que Cruz era el "personaje maorí más culturalmente consciente" del programa. Webber le dio crédito a Head High por ayudarlo a reconectarse con su cultura.
En 2021, Webber apareció en la película para televisión Together Forever Tea, coprotagonizada por los actores neozelandeses Jay Ryan y Kim Crossman. También apareció en la miniserie de comedia Perfect People, y filmó un papel en Nomad de Taron Lexton, que se filmó en 26 países y se estrenó en 2023. Webber protagoniza junto a Mercy Cornwall la romántica película navideña Mistletoe Ranch, que se rodó en Queensland, Australia, a principios de 2022. También participó en la comedia romántica interactiva de Netflix Elijo «amor», escrita y producida por Josann McGibbon.
En 2023, Webber se unió al elenco de la telenovela australiana Home and Away en el papel recurrente de Kahu Parata. Webber creía que era perfecto para el papel, ya que Kahu fue catalogado como "súper libre, súper surfista y maorí". Webber estaba viajando por la costa este de Australia en una camioneta en ese momento y sintió que tenía la energía adecuada para el papel. Webber aparece junto a Rebecca Gibney y Richard Roxburgh en el próximo drama televisivo Prosper, que se filmó en Nueva Gales del Sur. La serie se centra en el fundador y pastor de una megaiglesia ficticia de Sydney y su familia. Webber interpreta a Benji, el marido estadounidense de Isabel (Hayley McCarthy), la única hija de la familia.

## Filmografía
| Año       | Título                    | Papel                    | Notas                                               |
| --------- | ------------------------- | ------------------------ | --------------------------------------------------- |
| 2017–2018 | Power Rangers Ninja Steel | Aiden Romero/Levi Weston | Protagonista                                        |
| 2017      | Ao-Terror-oa              | Anton                    | Serie web                                           |
| 2018      | Oddly Even                | Oscar                    | Serie web                                           |
| 2019      | Shortland Street          | Jake Morris              | Recurrente                                          |
| 2019      | Nevernight                | Tric                     | Serie web                                           |
| 2020      | The Dead Lands            | Rangi                    | Protagonista                                        |
| 2020      | SIS                       | Orbit                    | Episodio: "Pilot"                                   |
| 2020–2021 | Head High                 | Cruz Kingi               | Protagonista                                        |
| 2020–2021 | Millennial Jenny          | JB                       | Episodios: "Hot Desking" and "Community Sound Bath" |
| 2021      | Together Forever Tea      | Joel                     | Película                                            |
| 2022      | Perfect People            | Jude                     | Miniserie                                           |
| 2022      | Mistletoe Ranch           | James Hunt               | Película                                            |
| 2023      | Home and Away             | Kahu Parata              | Recurrente                                          |
| 2023      | Elijo «amor»              | Jack Menna               |                                                     |
| 2023      | Nomad                     | Ari                      |                                                     |
| 2023      | Prosper                   | Benji                    |                                                     |